# Авиационные происшествия Аэрофлота 1982 года

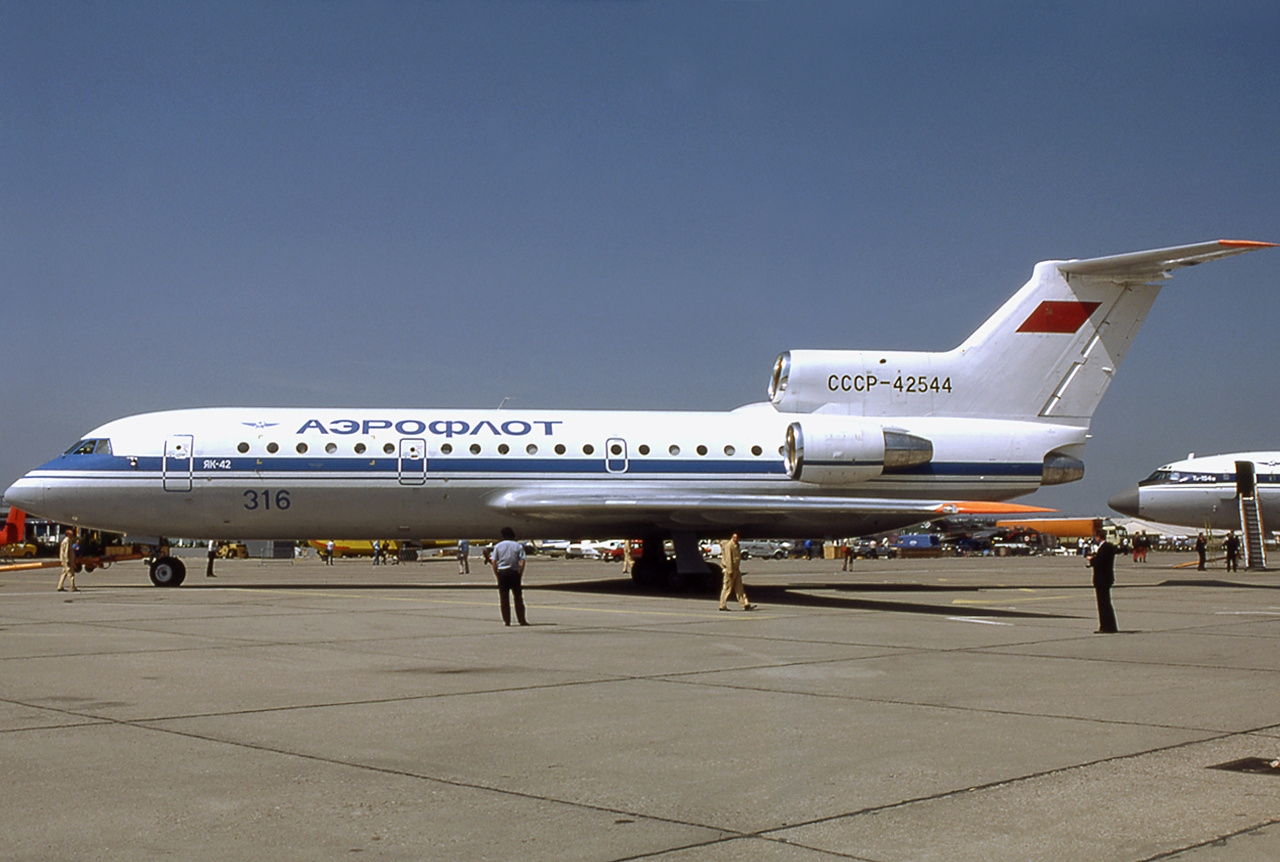
Як-42 предприятия «Аэрофлот»

Авиационные происшествия и инциденты, включая угоны, произошедшие с воздушными судами Министерства гражданской авиации СССР (Аэрофлот) в 1982 году.
В этом году крупнейшая катастрофа с воздушными судами предприятия «Аэрофлот» произошла 28 июня в Наровлянском районе (БССР), когда у Як-42 при снижении произошёл отказ стабилизатора, после чего самолёт разрушился в воздухе, при этом погибли 132 человека (подробнее…).

## Список
Отмечены происшествия и инциденты, когда воздушное судно было восстановлено.
| Дата                  | Место                       | ВС      | Бортовой номер | Управление          | Жертв   | Описание                                                                                               | И      |
| --------------------- | --------------------------- | ------- | -------------- | ------------------- | ------- | --- | ------ |
| 5 января 1982 года    | 61 км В Троицкого           | Ми-2    | 20649          | Дальневосточное     | 0/6     | Аварийная посадка на лес после отказа двигателя                                                        | [ 1 ]  |
| 6 января 1982 года    | 10 км СВ Дабанды            | Ми-2    | 23489          | Дальневосточное     | 2/4     | Аварийная посадка на редколесье после отказов двигателей                                               | [ 2 ]  |
| 7 января 1982 года    | близ Прасковеевки           | L-410M  | 67290          | Грузинское          | 18/18   | Столкновение с горой из-за отклонения с маршрута (подробнее…)                                          | [ 3 ]  |
| 16 января 1982 года   | близ Шевченко               | Як-40   | 87902          | Казахское           | 0/3     | Аварийная посадка после истощения топлива                                                              | [ 4 ]  |
| 11 февраля 1982 года  | Батагай                     | L-410M  | 67237          | Якутское            | 0/0     | При проверке двигателя на Ан-2 самолёт поехал и врезался в L-410                                       | [ 5 ]  |
| 11 февраля 1982 года  | Батагай                     | Ан-2    | 70349          | Якутское            | 0/1     | При проверке двигателя на Ан-2 самолёт поехал и врезался в L-410                                       | [ 6 ]  |
| 13 февраля 1982 года  | Бузачи                      | Ми-4    | 29024          | Казахское           | 9/9     | Столкновение с землёй в условиях белой мглы                                                            | [ 7 ]  |
| 23 февраля 1982 года  | Троицкое                    | Ан-2    | 01569          | Дальневосточное     | 0/3     | Столкновение с деревьями при взлёте из-за обледенения                                                  | [ 8 ]  |
| 10 марта 1982 года    | близ Избербаша              | Ан-2    | 44952          | Северо-Кавказское   | 2/2     | Столкновение с горой после уклонения с маршрута                                                        | [ 9 ]  |
| 11 марта 1982 года    | Залив Креста                | Ми-6А   | 21134          | Магаданское         | 6/6     | Упал после разрушения воздушного винта                                                                 | [ 10 ] |
| 2 апреля 1982 года    | близ Сухобезводного         | Ми-8    | 25655          | Уральское           | 0/6     | Аварийная посадка после отказа двигателей                                                              | [ 11 ] |
| 11 апреля 1982 года   | н.д.                        | Ан-2Т   | 62489          | Якутское            | 0/"     | Провалился под лёд после посадки на замёрзшее озеро                                                    | [ 12 ] |
| 13 апреля 1982 года   | близ Бакбакты               | Ми-2    | 15764          | Казахское           | 3/3     | Упал после отказа двигателей                                                                           | [ 13 ] |
| 24 апреля 1982 года   | Новый Уренгой               | Ан-12Б  | 11107          | ЦУМВС               | 0/7     | При взлёте выкатился за ВПП (подробнее…)                                                               | [ 14 ] |
| 26 апреля 1982 года   | Павлодарская область        | Ан-2    | 33209          | Казахское           | 0/2     | Упал на землю из-за отвлечения пилотов                                                                 | [ 15 ] |
| 28 апреля 1982 года   | Кош-Агачский район          | Ми-8    | 25561          | Западно-Сибирское   | 1/17    | Упал при посадке из-за сдвига ветра                                                                    | [ 16 ] |
| 30 апреля 1982 года   | близ 2-й Куликовки          | Ка-26   | 19380          | Молдавское          | 1/2     | Столкновение с проводами при полёте над рекой                                                          | [ 17 ] |
| 7 мая 1982 года       | 25 км С Таштагола           | Ан-2    | 02183          | Западно-Сибирское   | 5/5     | Столкновение с горой после уклонения с маршрута                                                        | [ 18 ] |
| 7 мая 1982 года       | Маган                       | Ми-2    | 15693          | Якутское            | 0/3     | Аварийная посадка после отказа двигателей                                                              | [ 19 ] |
| 7 мая 1982 года       | 7,5 км СВ Усть-Каменогорска | Ми-2    | 20341          | Казахское           | 1/2     | Столкновение с холмом при заходе на посадку                                                            | [ 20 ] |
| 11 мая 1982 года      | Шпутендорф                  | Ан-2Р   | 07399          | Украинское          | 0/?     | Отказ двигателя                                                                                        | [ 21 ] |
| 21 мая 1982 года      | близ Белого                 | Ан-2    | 35151          | Северо-Кавказское   | 1/1     | Аварийная посадка после отказа двигателя                                                               | [ 22 ] |
| 29 мая 1982 года      | Каневский район             | Ан-2    | 02550          | Туркменское         | 2/2     | Столкновение с ЛЭП при авиационно-химических работах                                                   | [ 23 ] |
| 31 мая 1982 года      | Днепропетровск              | Як-40   | 87485          | Северо-Кавказское   | 0/35    | При посадке выкатился за пределы ВПП                                                                   | [ 24 ] |
| 1 июня 1982 года      | Владимировка                | Ми-2    | 23554          | Дальневосточное     | 0/2     | Упал при посадке из-за перегруза                                                                       | [ 25 ] |
| 3 июня 1982 года      | Полевое                     | Ан-2    | 40736          | Дальневосточное     | 0/?     | Экипаж отвлёкся от пилотирования                                                                       | [ 26 ] |
| 4 июня 1982 года      | Двойновский                 | Ан-2    | 62640          | Литовское           | 0/?     | Экипаж отвлёкся от пилотирования в ходе авиационно-химических работ                                    | [ 27 ] |
| 11 июня 1982 года     | Красноармейская             | Ан-2    | 56431          | Северо-Кавказское   | 0/?     | При рулении врезался в бензоцистерну                                                                   | [ 28 ] |
| 19 июня 1982 года     | Херсонская область          | Ка-26   | 19281          | Украинское          | 0/?     | При выполнении авиационно-химических работ на непригодном участке врезался в ЛЭП                       | [ 29 ] |
| 24 июня 1982 года     | 30 км от Сосьвы             | Ми-8    | 22211          | Уральское           | 0/12    | Аварийная посадка после отказа двигателя                                                               | [ 30 ] |
| 27 июня 1982 года     | Горноправдинск              | Ми-2    | 23824          | Тюменское           | 1/2     | Аварийная посадка на лес после отказа двигателя                                                        | [ 31 ] |
| 28 июня 1982 года     | Наровлянский район          | Як-42   | 42529          | Ленинградское       | 132/132 | Упал с эшелона из-за отказа привода стабилизатора (подробнее…)                                         | [ 32 ] |
| 1 июля 1982 года      | Смирных                     | Ми-2    | 20174          | Дальневосточное     | 2/2     | Упал при взлёте из-за пьяного экипажа                                                                  | [ 33 ] |
| 1 июля 1982 года      | близ Майского               | Ан-2    | 16008          | Дальневосточное     | 0/12    | Аварийная посадка после отказа двигателя                                                               | [ 34 ] |
| 6 июля 1982 года      | Витебская область           | Ми-2    | 20720          | Белорусское         | 0/?     | При выполнении авиационно-химических работ на непригодном участке врезался в ЛЭП                       | [ 35 ] |
| 6 июля 1982 года      | близ Менделеева             | Ил-62М  | 86513          | ЦУМВС               | 90/90   | Упал после взлёта из-за ложного отключения двух двигателей (подробнее…)                                | [ 36 ] |
| 8 июля 1982 года      | 7 км Ю Нового Буга          | Ан-2    | 82904          | Украинское          | 6/6     | Столкновение с деревьями из-за пьяного экипажа                                                         | [ 37 ] |
| 10 июля 1982 года     | 7 км Ю Павло-Фёдоровки      | Ка-26   | 24332          | Дальневосточное     | 2/2     | Упал после отказа управления                                                                           | [ 38 ] |
| 15 июля 1982 года     | 3 км В Красного Лога        | Ан-2Р   | 82802          | Центральных районов | 1/2     | Упал после столкновения с птицей                                                                       | [ 39 ] |
| 16 июля 1982 года     | Алгама, близ Токо           | Ан-2    | 15970          | Якутское            | 0/3     | Пилот подбросил приятелей на рыбалку. При взлёте с неподходящей площадки самолёт упал в воду           | [ 40 ] |
| 19 июля 1982 года     | 2,7 км СВ Маганска          | Ми-2    | 15770          | Красноярское        | 5/5     | Столкновение с холмом после необъяснимого снижения                                                     | [ 41 ] |
| 20 июля 1982 года     | Енисей, близ Туруханска     | Ми-4    | 03589          | Красноярское        | 9/9     | Упал после отказа системы управления                                                                   | [ 42 ] |
| 24 июля 1982 года     | Инта                        | Ми-2    | 23480          | Центральных районов | 0/?     | Отказ двигателя                                                                                        | [ 43 ] |
| 12 августа 1982 года  | Аксайский район             | Ми-2    | 20685          | Северо-Кавказское   | 0/?     | При взлёте попал в сдвиг ветра                                                                         | [ 44 ] |
| 13 августа 1982 года  | Воткинск                    | Ми-2    | 20707          | Уральское           | 0/?     | Столкновение с землёй; причина неизвестна                                                              | [ 45 ] |
| 14 августа 1982 года  | Сухуми                      | L-410M  | 67191          | Грузинское          | 11/11   | Столкновение на ВПП (подробнее…)                                                                       | [ 46 ] |
| 14 августа 1982 года  | Сухуми                      | Ту-134А | 65836          | Грузинское          | 0/82    | Столкновение на ВПП (подробнее…)                                                                       | [ 46 ] |
| 19 августа 1982 года  | Сасово                      | Як-18Т  | 81410          | Учебных заведений   | 0/?     | Пожар двигателя                                                                                        | [ 47 ] |
| 19 августа 1982 года  | близ Спасска                | Ми-8    | 25366          | Западно-Сибирское   | 1/4     | Перевозимая свая при снижении зацепила землю и ударила в вертолёт                                      | [ 48 ] |
| 19 августа 1982 года  | Дно                         | Ан-2    | 70446          | Ленинградское       | 0/?     | Разбился при полёте на низкой высоте в сложных метеоусловиях                                           | [ 49 ] |
| 23 августа 1982 года  | Рекинники, Корякский АО     | Ми-4А   | 29076          | Дальневосточное     | 0/?     | При запуске несущего винта лопасть ударила по хвостовой балке                                          | [ 50 ] |
| 27 августа 1982 года  | Ачуево                      | Ми-2    | 15784          | Северо-Кавказское   | 0/?     | Отказ двигателя                                                                                        | [ 51 ] |
| 2 сентября 1982 года  | Дмитровский район           | Ми-2    | 20082          | Центральных районов | 0/?     | Отказ двигателя                                                                                        | [ 52 ] |
| 4 сентября 1982 года  | Оглюр, Каларский район      | Ми-2    | 23465          | Восточно-Сибирское  | 1/3     | Сваливание при развороте в ущелье                                                                      | [ 53 ] |
| 7 сентября 1982 года  | Усть-Парень                 | Ми-4А   | 14135          | Магаданское         | 0/?     | При взлёте зацепил рулевым винтом препятствия                                                          | [ 54 ] |
| 9 сентября 1982 года  | Имишли                      | Ан-2    | 70563          | Азербайджанское     | 0/?     | Отказ двигателя                                                                                        | [ 55 ] |
| 9 сентября 1982 года  | Хорезмская область          | Ан-2    | 62663          | Украинское          | 0/2     | Отказ двигателя при взлёте                                                                             | [ 56 ] |
| 16 сентября 1982 года | Челкарский район            | Ан-2    | 29310          | Казахское           | 7/7     | Столкновение с землёй при ночном полёте                                                                | [ 57 ] |
| 21 сентября 1982 года | близ Таимбы                 | Ми-8    | 22662          | Красноярское        | 0/3+    | Столкновение с деревьями при полёте на малой высоте                                                    | [ 58 ] |
| 28 сентября 1982 года | Чимкентская область         | Ан-2    | 44628          | Казахское           | 0/?     | При посадке выкатился за пределы площадки                                                              | [ 59 ] |
| 29 сентября 1982 года | Люксембург-Финдел           | Ил-62М  | 86470          | ЦУМВС               | 7/77    | При посадке выкатился за пределы ВПП (подробнее…)                                                      | [ 60 ] |
| 29 сентября 1982 года | Лемочи, 310 км Ю Олёкминска | Ми-8    | 25957          | Якутское            | 2/7     | Аварийная посадка на лес после отказа двигателей                                                       | [ 61 ] |
| 13 октября 1982 года  | близ Хауз-Хана              | Ми-8    | 25971          | Туркменское         | 13/13   | Упал из-за разрушения несущего винта                                                                   | [ 62 ] |
| 14 октября 1982 года  | Людиново                    | Ан-2    | 07552          | Центральных районов | 3/3     | Столкновение с ЛЭП при полёте на малой высоте                                                          | [ 63 ] |
| 28 октября 1982 года  | близ Нягани                 | Ми-8    | 25229          | Тюменское           | 0/5     | Аварийная посадка после разрушения редуктора                                                           | [ 64 ] |
| 1 ноября 1982 года    | Таскыл, 76 км С Кызыла      | Ан-2    | 50547          | Красноярское        | 14/14   | Столкновение с горой после уклонения с маршрута                                                        | [ 65 ] |
| 7 ноября 1982 года    | Синоп                       | Ан-24Б  | 47786          | Северо-Кавказское   | 0/48    | Выполнял рейс «Новороссийск—Одесса». Был захвачен тремя пассажирами и направлен в Турцию (подробнее…). | [ 66 ] |
| 14 ноября 1982 года   | Киичан, 166 км ЮВ Маркова   | Ми-8    | 22595          | Магаданское         | 1/13    | Столкновение с сопкой после взлёта                                                                     | [ 67 ] |
| 18 ноября 1982 года   | Днепропетровская область    | Ан-2    | 54883          | Украинское          | 0/?     | Упал на землю из-за отвлечения пилотов                                                                 | [ 68 ] |
| 1 декабря 1982 года   | близ Черкесска              | Ми-4А   | 14836          | Северо-Кавказское   | 0/4+    | Столкновение с землёй из-за обледенения                                                                | [ 69 ] |
| 7 декабря 1982 года   | близ Джвари                 | Ми-8Т   | 25218          | Грузинское          | 5/5     | Упал из-за разрушения несущего винта о груз                                                            | [ 70 ] |
| 11 декабря 1982 года  | Дионисия, 28 км ЮЗ Анадыря  | Ми-8    | 22198          | Магаданское         | 10/10   | Столкновение с горой при заходе на посадку                                                             | [ 71 ] |
| 16 декабря 1982 года  | Саханское                   | Ан-24Б  | 46567          | Центральных районов | 0/?     | Аварийная посадка после пожара на борту                                                                | [ 72 ] |
| 17 декабря 1982 года  | Тазовский                   | Ми-8    | 22242          | Тюменское           | 0/6     | Аварийная посадка после отказа двигателя                                                               | [ 73 ] |
| 23 декабря 1982 года  | Ростов-на-Дону              | Ан-26   | 26627          | Туркменское         | 16/16   | Столкновение с деревьями после взлёта                                                                  | [ 74 ] |
| 28 декабря 1982 года  | Ярцево                      | Ми-2    | 23839          | Красноярское        | 0/1     | Столкновение с бочками при перемещении по аэродрому                                                    | [ 75 ] |